# شیناگاوا-کو، توکیو
منطقهٔ شیناگاوا (به ژاپنی: 品川区 Shinagawa-ku) یکی از ۲۳ منطقه ویژه توکیو پایتخت ژاپن است.
این منطقه ۲۲٬۷۲ کیلومتر مربع مساحت دارد. دو رود مگورو و رود تاچی‌آیی از این منطقه عبور می‌کنند. شیناگاوا در کنار خلیج توکیو قرار دارد.

## ایستگاه‌های مهم
ایستگاه شیناگاوا هر چند در ناحیه کناری میناتو-کو، توکیو واقع شده‌است اما به ناحیه شیناگاوا سرویس می‌دهد همچنین خط تندروی توکایدو شینکانسن نیز در ایستگاه شیناگاوا توقف دارد.
- ایستگاه گوتاندا
- ایستگاه مگورو
- ایستگاه اوساکی
- ایستگاه اوئیماچی

### خطوط راه‌آهن
- شرکت راه‌آهن شرق ژاپن (جی آر شرق)
  - خط یامانوته: ایستگاه‌های اوساکی، گوتاندا و مگورو
  - خط کیهین-توهوکو: ایستگاه اوئیماچی
  - خط سایکیو: ایستگاه اوساکی
  - خط اصلی توکایدو: در ایستگاه‌های شیناگاوا متوقف نمی‌شود.
  - خط یوکوسوکا: نیشی-اویی
  - خط شونان-شینجوکو: ایستگاه‌های اوساکی و نیشی-اویی
- شرکت راه‌آهن توکیو (توکیو)
  - خط توکیو مگورو: ایستگاه مگورو، فودو-مائه، موساشی-کویاما و ایستگاه نیشی-کویاما
  - خط توکیو اوئیماچی: شیمو-شین‌مئی و توگوشی-کوئن، ناکانوبو، اباراماچی و ایستگاه هاتانودای
  - خط توکیو ایکه‌گامی: ایستگاه‌های گوتاندا، اوساکی-هیروکوجی، توگوشی-گینزا، ابارا-ناکانوبو و هاتانودای
- حمل و نقل سریع کنارآب توکیو (خط رینکای): ایستگاه‌های تن‌نوزو ایسله، شیناگاوا سی‌ساید، اوئیماچی و اوساکی
- توکیو مونوریل: تن‌نوزو ایسله و ایستگاه اوی کیبانجو-مائه
- شرکت راه‌آهن کیکیو (کیکیو)
  - خط اصلی کیکیو: ایستگاه کیتاشیناگاوا، شیمبامبا، آئومونو-یوکوچو، سامه‌زو، تاچیکاوا و ایستگاه اوموریکایگان
- متروی توکیو
  - خط نامبوکو: ایستگاه مگورو
- Tokyo Metropolitan Bureau of Transportation (توئی)
  - خط میتا: ایستگاه مگورو
  - خط آساکوسا: ایستگاه‌های گوتاندا، ایستگاه توگوشی و ناکانوبو

## نگارخانه

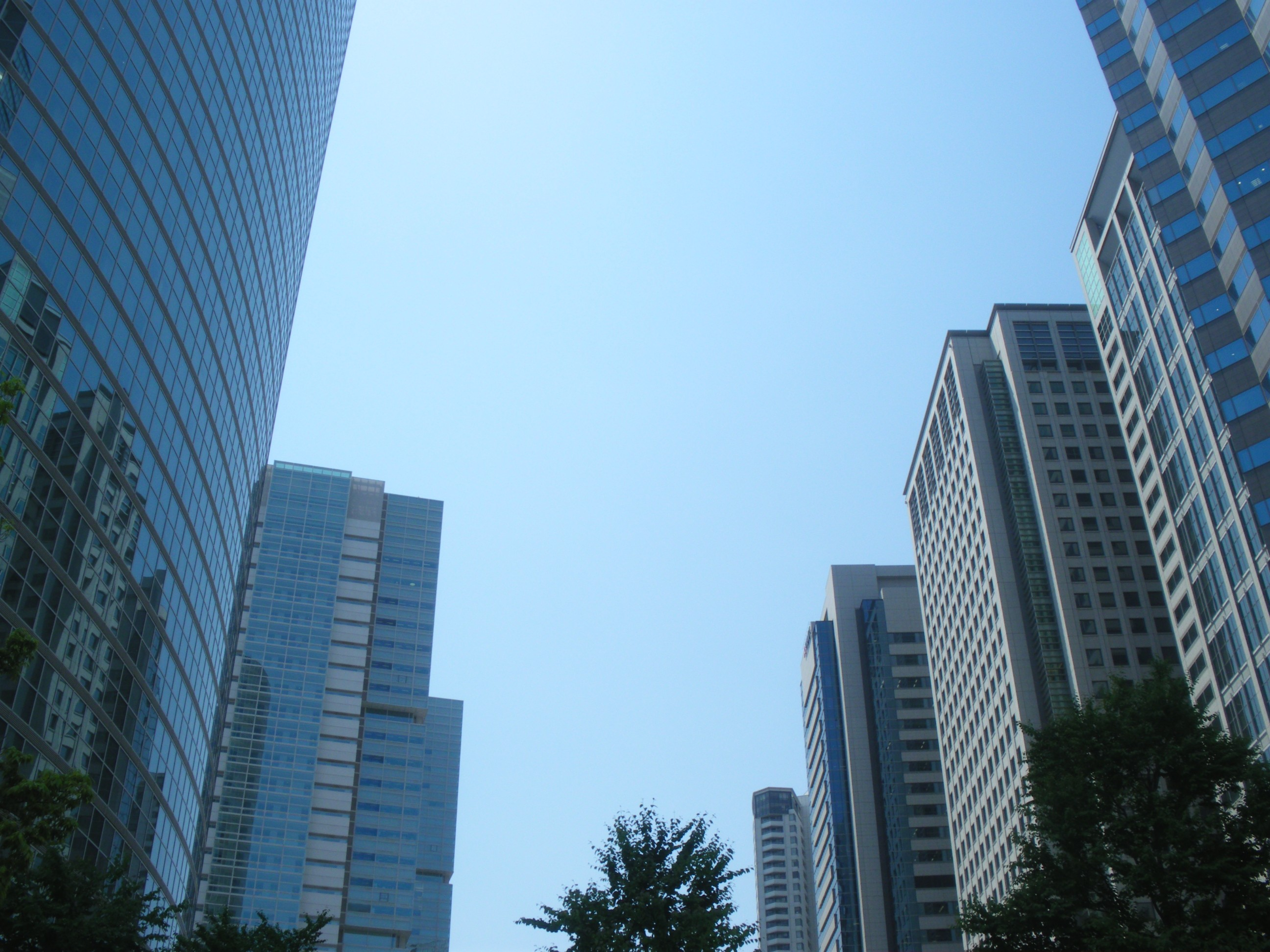
نمایی از آسمانخراش‌های اینترسیتی شیناگاوا (سمت چپ) و گرندکامنز شیناگاوا (سمت راست) روبروی ایستگاه شیناگاوا. میناتو-کو، توکیو.